# 1982년~2001년 해태 타이거즈 시즌

## 시즌 개관
해태 타이거즈(Haitai Tigers)는 대한민국 전라남도와 전라북도를 연고지로 한 프로 야구팀이었다. KBO 소속으로, 광주 무등 경기장 야구장과 전주종합경기장 야구장을 홈 구장으로 사용했다.
프로 야구 출범과 함께 1982년 1월 30일에 창단되었고, 그 해 4위를 차지했다. 창단 당시부터 쌍방울 레이더스가 창단되기 이전인 1989년까지는 전라북도의 연고권도 갖고 있어서, 전라북도 전주시에서도 홈 경기를 분산 개최했다. 모기업인 해태그룹의 경영난으로 2001년 기아자동차가 해태그룹을 인수함에 따라 구단주가 바뀌어 KIA 타이거즈로 오늘에 이르고 있다.
해태 타이거즈는 19년 동안 무려 9차례나 우승을 차지하여 우승 확률이 거의 50%에 가까웠다. 이는 뉴욕 양키스(약 26%)와 요미우리 자이언츠(약 30%)에 비해 대단히 높은 것이다.
더구나 1986년부터 1989년까지는 한국시리즈 4연패를 달성했다. 해태는 9차례 한국시리즈에 진출해서 9번 모두 우승을 차지했다.

## 시즌 총평

### 1982년시즌
해태 타이거즈는 1982년 1월 30일 해태제과 본사에서 14명이라는 6개 구단 중에서도 가장 적은 초미니 선수단으로 OB 베어스와 MBC 청룡에 이어 3번째로 창단되었다. 선수들의 대부분은 군산상업고등학교 출신이었다. 개막 후 초대 김동엽 감독이 1개월 만에 해임되고 조창수 코치가 감독 대행을 맡았다. 전기 및 후기 리그 우승을 모두 놓치고 38승 42패, 4위의 성적으로 시즌을 마감하였다. 김성한은 투타를 겸업하며 전무후무한 10승 - 타점왕(69타점)이라는 진기록을 세웠다. 김봉연은 22홈런을 기록하여 원년 홈런왕에 올랐다.

### 1983년 ~ 1985년: 김응용 감독의 첫 세 시즌
미국 조지아 서던 칼리지에서 야구 유학을 마친 김응용 감독을 김동엽의 후임으로 영입한 해태 타이거즈는 1983년 6월 24일 구덕야구장에서 열린 롯데와의 경기에서 전기 리그 우승을 확정지었다. 그러나 주포 김봉연의 교통사고로 인해 후기 리그 우승을 MBC 청룡에 넘겨 주고, 55승 44패 1무, 최종 순위 2위로 정규 시즌을 마감한다.
MBC 청룡과 맞붙었던 1983년 한국시리즈에서 마운드의 에이스 이상윤과 김용남, 그리고 최초의 언더핸드 주동식과 타선에서는 김봉연, 김성한, 김종모 등 'KKK포'의 활약 속에 해태는 4승 1무로 첫 한국시리즈 우승 트로피를 안게 된다. 그러나 1984년과 1985년에는 모두 플레이오프 진출에 실패하게 된다. 1984년 해태 타이거즈는 전기 리그 4위, 후기 리그 3위로 43승 54패 3무, 최종 순위 5위로 정규 시즌을 마감하고 플레이오프에 진출하지 못했다. 그러나 5월 5일 광주무등구장에서 벌어진 삼미와의 경기에서 투수 방수원이 한국 프로 야구 최초의 노히트 노런을 기록하는 진기록을 세웠다. 1985년에도 해태 타이거즈는 전기 리그 3위, 후기 리그 3위로 59승 52패 1무, 최종 순위 3위로 정규 시즌을 마감하였고, 플레이오프에 진출하지 못했다. 그러나 신인 외야수 이순철과 투수 선동열, 그리고 홈런왕과 최다 안타, MVP를 차지한 김성한의 활약으로 1986년 ~ 1989년 한국시리즈 4연패의 기틀을 쌓게 된다.

### 1986년 ~ 1997년: 해태 왕조 - 선동열과 이종범
1986년 해태 타이거즈는 평균 자책점 2.86을 기록한 철벽 마운드와 김봉연, 김종모, 김성한, 한대화, 이순철 등의 맹활약으로 전·후기 리그 2위를 기록하여 한국시리즈에 직행하였다. 삼성 라이온즈와의 한국시리즈에서 투수 김정수의 맹활약으로 4승 1패로 두 번째 우승을 차지한다.
이후 해태 타이거즈는 1989년까지 삼성 라이온즈를 1번, 빙그레 이글스를 2번 누르고 4년 연속 한국시리즈 우승을 거머쥐게 된다. 각각 김정수, 김준환, 문희수, 박철우가 한국시리즈 MVP를 차지하였다.
1989년 전라북도를 연고지로 하는 제8구단 쌍방울 레이더스가 창단되면서 그동안 유지해 온 전라북도 지역 연고권을 신생 구단인 쌍방울 레이더스에 양도하게 된다. 또한 해태 타이거즈의 연고지 및 신인 1차 지명 연고 지역도 호남 전 지역에서 광주직할시와 전라남도로 축소되었다. 해태 타이거즈는 1982년부터 1989년까지 전주야구장에서 홈 경기를 분산 개최해 왔는데, 전주에서 거둔 통산 성적은 40승 1무 24패, 승률 0.623로 높았다. 특히 1987년에는 전국체전의 광주 개최로 인해 플레이오프를 전주야구장으로 옮겨서 치렀는데, 해태 타이거즈는 OB 베어스를 전주에서 물리치고 한국시리즈에 진출한 적이 있다.
1990년 해태는 플레이오프에서 삼성 라이온즈에게 패해 한국시리즈 5연패에 실패하나, 1991년 빙그레 이글스를 누르고 6번째 우승에 성공하게 된다. 이 해 골든 글러브 수상자 10명 중 무려 6명(선동열, 장채근, 김성한, 한대화, 이호성, 이순철)의 골든 글러브 수상자를 배출하였으며, 팀 최다 수상 신기록을 경신하였다.
1992년 선동열의 부상으로 플레이오프에서 롯데 자이언츠에게 패배하였으나, 1993년 괴물 신인 유격수 이종범의 등장과 다승왕 조계현을 비롯해 선동열, 이대진, 송유석, 이강철 등의 맹활약으로 81승 42패 3무의 압도적인 승률을 기록하며 한국시리즈에서 진출하여 삼성 라이온즈를 꺾고 우승하였다.
1994년 이종범이 0.393(역대 2위)의 타율을 기록하였으나, 준 플레이오프에서 한화 이글스에게 패배하여 4위에 머물게 된다. 1995년에는 이종범과 이대진의 방위 복무로 인한 전력 공백으로 4위로 시즌을 마치고, KBO 규정에 따라 준 플레이오프에도 진출하지 못하여 시즌을 마친다.
1996년 선동열의 주니치 이적의 공백을 투수 임창용과 강태원이 메우며, 현대 유니콘스와의 한국시리즈에서 4승 2패로 여덟 번째 우승을 확정지었다. 1997년에도 이종범, 이대진 등의 맹활약으로 아홉 번째 우승을 거머쥐어, 15년간 우승 9번이라는 전무한 기록을 세우는데, 투수 김상진이 한국시리즈 5차전에서 최연소 완투승을 거두었다.

### 1998년 ~ 2001년: 왕조의 쇠락
이종범이 주니치로 이적한 후 맞은 1998년 시즌에 해태는 시즌 5위를 기록했다. 1996년 2차 1순위로 지명한 장성호 (.312)를 발견한 데에 위안을 삼았다. 대한민국이 IMF 관리 체제 하에 들어가 모기업 해태제과의 자금난이 심해진 것은 2001년까지 해태 타이거즈의 악재가 되었다. 이후 쌍방울 레이더스처럼 몇몇 선수들이 현금 트레이드로 이적하였다. 1999년 임창용을 상대로 트레이드로 영입한 양준혁과 홍현우, 트레이시 샌더스의 맹활약으로 팀 최다 홈런 기록(210개)을 경신하였으나, 마운드의 부진으로 통합 7위에 머물게 된다. 2000년에도 역시 모기업의 자금난으로 6위에 머물렀고, 해태의 통산 우승 9회를 이룬 김응용 감독마저 시즌을 마치고 라이벌 팀 삼성 라이온즈로 떠나 김성한 수석코치가 감독으로 그 뒤를 잇게 된다. 2001년 시즌 중반인 7월, 결국 해태 타이거즈는 기아자동차에 인수되어 이름을 8월 1일부터 KIA 타이거즈로 팀명을 변경하여 현재에 이르고 있다.

## 시즌별 주요 기록
| 연도 | 순위 | 순위 | 경기 | 승 | 패 | 무 | 승률  | 득점 | 실점 | PW%   | ERA  | WHIP | OAVG  | OOBP  | AVG   | OBP   | SLG   | OPS   | 안타 | 홈런 | BB  | 삼진 | 도루 | 병살 |
| 연도 | 종합 | 정규 | 경기 | 승 | 패 | 무 | 승률  | 득점 | 실점 | PW%   | ERA  | WHIP | OAVG  | OOBP  | AVG   | OBP   | SLG   | OPS   | 안타 | 홈런 | BB  | 삼진 | 도루 | 병살 |
| ---- | ---- | ---- | ---- | -- | -- | -- | ----- | ---- | ---- | ----- | ---- | ---- | ----- | ----- | ----- | ----- | ----- | ----- | ---- | ---- | --- | ---- | ---- | ---- |
| 1982 | 4    | 4    | 80   | 38 | 42 | 0  | 0.475 | 374  | 388  | 0.491 | 3.79 | 1.40 | 0.262 | 0.341 | 0.261 | 0.328 | 0.408 | 0.736 | 696  | 84   | 235 | 296  | 155  | 59   |
| 1983 | 1    | 2    | 100  | 55 | 44 | 1  | 0.556 | 422  | 390  | 0.520 | 3.17 | 1.23 | 0.244 | 0.311 | 0.268 | 0.334 | 0.388 | 0.722 | 881  | 78   | 292 | 372  | 130  | 76   |
| 1984 | 5    | 5    | 100  | 43 | 54 | 3  | 0.443 | 369  | 398  | 0.481 | 3.16 | 1.24 | 0.249 | 0.312 | 0.248 | 0.317 | 0.365 | 0.682 | 822  | 76   | 313 | 496  | 87   | 87   |
| 1985 | 3    | 3    | 110  | 57 | 52 | 1  | 0.523 | 483  | 465  | 0.509 | 3.64 | 1.29 | 0.265 | 0.325 | 0.272 | 0.337 | 0.402 | 0.739 | 1009 | 99   | 348 | 386  | 130  | 85   |
| 1986 | 1    | 2    | 108  | 67 | 37 | 4  | 0.644 | 474  | 372  | 0.560 | 2.86 | 1.21 | 0.238 | 0.308 | 0.259 | 0.325 | 0.390 | 0.715 | 929  | 99   | 321 | 406  | 120  | 82   |
| 1987 | 1    | 2    | 108  | 55 | 48 | 5  | 0.534 | 393  | 401  | 0.495 | 3.16 | 1.26 | 0.244 | 0.319 | 0.252 | 0.321 | 0.360 | 0.681 | 910  | 71   | 335 | 379  | 90   | 96   |
| 1988 | 1    | 1    | 108  | 68 | 38 | 2  | 0.642 | 505  | 364  | 0.581 | 2.86 | 1.18 | 0.239 | 0.303 | 0.283 | 0.350 | 0.421 | 0.771 | 1019 | 112  | 345 | 382  | 136  | 97   |
| 1989 | 1    | 2    | 120  | 65 | 51 | 4  | 0.560 | 500  | 442  | 0.531 | 3.34 | 1.23 | 0.236 | 0.310 | 0.255 | 0.339 | 0.364 | 0.703 | 1011 | 90   | 470 | 508  | 111  | 111  |
| 1990 | 3    | 2    | 120  | 68 | 49 | 3  | 0.581 | 538  | 458  | 0.540 | 3.36 | 1.23 | 0.233 | 0.312 | 0.270 | 0.352 | 0.392 | 0.744 | 1066 | 87   | 466 | 544  | 101  | 100  |
| 1991 | 1    | 1    | 126  | 79 | 42 | 5  | 0.653 | 618  | 409  | 0.602 | 2.89 | 1.10 | 0.226 | 0.290 | 0.259 | 0.350 | 0.418 | 0.768 | 1069 | 144  | 516 | 588  | 152  | 102  |
| 1992 | 3    | 2    | 126  | 71 | 54 | 1  | 0.568 | 701  | 571  | 0.551 | 4.21 | 1.36 | 0.263 | 0.336 | 0.272 | 0.365 | 0.425 | 0.789 | 1139 | 138  | 559 | 656  | 134  | 114  |
| 1993 | 1    | 1    | 126  | 81 | 42 | 3  | 0.659 | 513  | 420  | 0.550 | 2.92 | 1.16 | 0.229 | 0.304 | 0.251 | 0.330 | 0.368 | 0.698 | 1030 | 95   | 452 | 606  | 161  | 107  |
| 1994 | 4    | 4    | 126  | 65 | 59 | 2  | 0.524 | 563  | 509  | 0.525 | 3.60 | 1.26 | 0.243 | 0.321 | 0.271 | 0.328 | 0.388 | 0.716 | 1153 | 93   | 333 | 583  | 164  | 76   |
| 1995 | 4    | 4    | 126  | 64 | 58 | 4  | 0.525 | 431  | 434  | 0.498 | 3.06 | 1.16 | 0.232 | 0.304 | 0.242 | 0.309 | 0.345 | 0.654 | 989  | 75   | 341 | 675  | 130  | 94   |
| 1996 | 1    | 1    | 126  | 73 | 51 | 2  | 0.589 | 554  | 441  | 0.557 | 3.14 | 1.16 | 0.231 | 0.304 | 0.245 | 0.329 | 0.366 | 0.695 | 1022 | 92   | 463 | 744  | 170  | 86   |
| 1997 | 1    | 1    | 126  | 75 | 50 | 1  | 0.600 | 616  | 510  | 0.547 | 3.65 | 1.22 | 0.239 | 0.317 | 0.258 | 0.340 | 0.408 | 0.748 | 1081 | 133  | 466 | 722  | 148  | 102  |
| 1998 | 5    | 5    | 126  | 61 | 64 | 1  | 0.488 | 489  | 531  | 0.479 | 3.91 | 1.27 | 0.257 | 0.324 | 0.258 | 0.325 | 0.376 | 0.701 | 1067 | 94   | 367 | 669  | 58   | 125  |
| 1999 | 7    | 7    | 132  | 60 | 69 | 3  | 0.465 | 765  | 743  | 0.507 | 5.21 | 1.48 | 0.280 | 0.357 | 0.278 | 0.362 | 0.466 | 0.828 | 1264 | 210  | 555 | 871  | 98   | 104  |
| 2000 | 6    | 6    | 133  | 57 | 72 | 4  | 0.442 | 588  | 728  | 0.447 | 4.95 | 1.48 | 0.276 | 0.354 | 0.252 | 0.333 | 0.363 | 0.696 | 1137 | 86   | 527 | 866  | 112  | 107  |

## 시즌 통산 기록
| 연도                 | 팀명                 | 순위                 | 승   | 패  | 무 | 승률  | 포스트 시즌                     | 수상 선수               | 감독                    |
| -------------------- | -------------------- | -------------------- | ---- | --- | -- | ----- | ------------------------------- | ----------------------- | ----------------------- |
| 1982                 | 해태                 | 전기 4위 후기 4위    | 38   | 42  | 0  | 0.475 |                                 |                         | 김동엽 조창수(감독대행) |
| 1983                 | 해태                 | 전기 1위 후기 4위    | 55   | 44  | 1  | 0.556 | * 한국시리즈 : MBC 전 4-1 승    |                         | 김응용                  |
| 1984                 | 해태                 | 전기 5위 후기 3위    | 43   | 54  | 3  | 0.443 |                                 |                         | 김응용                  |
| 1985                 | 해태                 | 전기 3위 후기 3위    | 57   | 52  | 1  | 0.523 |                                 | 김성한 (최) 이순철 (신) | 김응용                  |
| 1986                 | 해태                 | 전기 2위 후기 2위    | 67   | 37  | 4  | 0.644 | * 한국시리즈 : 삼성 전 4-1 승   | 선동열 (최)             | 김응용                  |
| 1987                 | 해태                 | 전기 3위 후기 2위    | 55   | 48  | 5  | 0.532 | * 한국시리즈 : 삼성 전 4-0 승   |                         | 김응용                  |
| 1988                 | 해태                 | 전기 1위 후기 1위    | 68   | 38  | 2  | 0.639 | * 한국시리즈 : 빙그레 전 4-2 승 | 김성한 (최)             | 김응용                  |
| 1989                 | 해태                 | 1위                  | 65   | 51  | 4  | 0.558 | * 한국시리즈 : 빙그레 전 4-1 승 | 선동열 (최)             | 김응용                  |
| 1990                 | 해태                 | 3위                  | 68   | 49  | 3  | 0.579 | * 플레이오프 : 삼성 전 0-3 패   | 선동열 (최)             | 김응용                  |
| 1991                 | 해태                 | 1위                  | 79   | 42  | 5  | 0.647 | * 한국시리즈 : 빙그레 전 4-0 승 |                         | 김응용                  |
| 1992                 | 해태                 | 3위                  | 71   | 54  | 1  | 0.567 | * 플레이오프 : 롯데 전 2-3 패   |                         | 김응용                  |
| 1993                 | 해태                 | 1위                  | 81   | 42  | 3  | 0.655 | * 한국시리즈 : 삼성 전 4-2 승   |                         | 김응용                  |
| 1994                 | 해태                 | 4위                  | 65   | 59  | 2  | 0.524 | * 플레이오프 : 한화 전 0-2 패   | 이종범 (최)             | 김응용                  |
| 1995                 | 해태                 | 4위                  | 64   | 58  | 4  | 0.524 |                                 |                         | 김응용                  |
| 1996                 | 해태                 | 1위                  | 73   | 51  | 2  | 0.587 | * 한국시리즈 : 현대 전 4-2 승   |                         | 김응용                  |
| 1997                 | 해태                 | 1위                  | 75   | 50  | 1  | 0.599 | * 한국시리즈 : LG 전 4-1 승     |                         | 김응용                  |
| 1998                 | 해태                 | 5위                  | 61   | 64  | 1  | 0.488 |                                 |                         | 김응용                  |
| 1999                 | 해태                 | 드림 4위             | 60   | 69  | 3  | 0.465 |                                 |                         | 김응용                  |
| 2000                 | 해태                 | 드림 4위             | 57   | 72  | 4  | 0.442 |                                 |                         | 김응용                  |
| 해태 타이거즈 19시즌 | 해태 타이거즈 19시즌 | 해태 타이거즈 19시즌 | 1202 | 976 | 51 |       | 한국시리즈 우승 9회             | 한국시리즈 우승 9회     | 한국시리즈 우승 9회     |

## 시즌별 포스트시즌 성적
| 연도 | 최종 결과         | 라운드       | 상대          | 결과  | 결과 | 결과 | 결과 |
| 연도 | 최종 결과         | 라운드       | 상대          | 승/패 | 승   | 무   | 패   |
| ---- | ----------------- | ------------ | ------------- | ----- | ---- | ---- | ---- |
| 1983 | 한국시리즈 우승   | 한국시리즈   | MBC 청룡      | 승    | 4    | 1    | 0    |
| 1986 | 한국시리즈 우승   | 한국시리즈   | 삼성 라이온즈 | 승    | 4    | 0    | 1    |
| 1987 | 한국시리즈 우승   | 플레이오프   | OB 베어스     | 승    | 3    | 0    | 2    |
| 1987 | 한국시리즈 우승   | 한국시리즈   | 삼성 라이온즈 | 승    | 4    | 0    | 0    |
| 1988 | 한국시리즈 우승   | 한국시리즈   | 빙그레 이글스 | 승    | 4    | 0    | 2    |
| 1989 | 한국시리즈 우승   | 플레이오프   | 태평양 돌핀스 | 승    | 3    | 0    | 0    |
| 1989 | 한국시리즈 우승   | 한국시리즈   | 빙그레 이글스 | 승    | 4    | 0    | 1    |
| 1990 | 플레이오프 진출   | 플레이오프   | 삼성 라이온즈 | 패    | 0    | 0    | 3    |
| 1991 | 한국시리즈 우승   | 한국시리즈   | 빙그레 이글스 | 승    | 4    | 0    | 0    |
| 1992 | 플레이오프 진출   | 플레이오프   | 롯데 자이언츠 | 패    | 2    | 0    | 3    |
| 1993 | 한국시리즈 우승   | 한국시리즈   | 삼성 라이온즈 | 승    | 4    | 1    | 2    |
| 1994 | 준플레이오프 진출 | 준플레이오프 | 한화 이글스   | 패    | 0    | 0    | 2    |
| 1996 | 한국시리즈 우승   | 한국시리즈   | 현대 유니콘스 | 승    | 4    | 0    | 2    |
| 1997 | 한국시리즈 우승   | 한국시리즈   | LG 트윈스     | 승    | 4    | 0    | 1    |

## 시즌별 감독
| 대수      | 이름   | 취임   | 퇴임   |
| --------- | ------ | ------ | ------ |
| 1대       | 김동엽 | 1982년 | 1982년 |
| 감독 대행 | 조창수 | 1982년 | 1982년 |
| 2대       | 김응용 | 1983년 | 2000년 |
| 3대       | 김성한 | 2001년 | 2001년 |

## 시즌별 주요 선수
| 이름   | 국적     | 포지션 | 년도      |
| ------ | -------- | ------ | --------- |
| 강만식 | 대한민국 | 투수   | 1982-1986 |
| 강태원 | 대한민국 | 투수   | 1989-2000 |
| 김대현 | 대한민국 | 투수   | 1986-1988 |
| 김상진 | 대한민국 | 투수   | 1996-1999 |
| 김용남 | 대한민국 | 투수   | 1982-1986 |
| 김정수 | 대한민국 | 투수   | 1986-1999 |
| 문희수 | 대한민국 | 투수   | 1984-1995 |
| 선동열 | 대한민국 | 투수   | 1985-1995 |
| 송유석 | 대한민국 | 투수   | 1987-1996 |
| 신동수 | 대한민국 | 투수   | 1986-1993 |
| 이강철 | 대한민국 | 투수   | 1989-1999 |
| 이대진 | 대한민국 | 투수   | 1993-2000 |
| 이상윤 | 대한민국 | 투수   | 1983-1988 |
| 이원식 | 대한민국 | 투수   | 1995-2000 |
| 조계현 | 대한민국 | 투수   | 1989-1997 |
| 주동식 | 대한민국 | 투수   | 1983-1984 |
| 차동철 | 대한민국 | 투수   | 1986-1989 |
| 황기선 | 대한민국 | 투수   | 1983-1985 |

| 이름   | 국적     | 포지션 | 년도      |
| ------ | -------- | ------ | --------- |
| 김무종 | 일본     | 포수   | 1983-1989 |
| 박전섭 | 대한민국 | 포수   | 1983-1986 |
| 유승안 | 대한민국 | 포수   | 1984-1985 |
| 장채근 | 대한민국 | 포수   | 1986-1994 |
| 정회열 | 대한민국 | 포수   | 1990-1997 |
| 최해식 | 대한민국 | 포수   | 1995-2000 |

| 이름   | 국적     | 포지션 | 년도                |
| ------ | -------- | ------ | ------------------- |
| 김봉연 | 대한민국 | 내야수 | 1982-1988           |
| 김성한 | 대한민국 | 내야수 | 1982-1985           |
| 김종국 | 대한민국 | 내야수 | 1996-2000           |
| 박철우 | 대한민국 | 내야수 | 1987-1993           |
| 백인호 | 대한민국 | 내야수 | 1987-1992 1997-1999 |
| 서정환 | 대한민국 | 내야수 | 1983-1989           |
| 윤재호 | 대한민국 | 내야수 | 1989-1993           |
| 이건열 | 대한민국 | 내야수 | 1986-1997           |
| 이종범 | 대한민국 | 내야수 | 1993-1997           |
| 이호준 | 대한민국 | 내야수 | 1994-2000           |
| 장성호 | 대한민국 | 내야수 | 1996-2000           |
| 장진범 | 대한민국 | 내야수 | 1983-1987           |
| 차영화 | 대한민국 | 내야수 | 1982-1989           |
| 한대화 | 대한민국 | 내야수 | 1986-1993           |
| 홍현우 | 대한민국 | 내야수 | 1990-2000           |

| 이름   | 국적     | 포지도 | 년도      |
| ------ | -------- | ------ | --------- |
| 김일권 | 대한민국 | 외야수 | 1982-1987 |
| 김종모 | 대한민국 | 외야수 | 1982-1992 |
| 김준환 | 대한민국 | 외야수 | 1982-1989 |
| 김창희 | 대한민국 | 외야수 | 1997-2000 |
| 김평호 | 대한민국 | 외야수 | 1986-1990 |
| 동봉철 | 대한민국 | 외야수 | 1996      |
| 박재용 | 대한민국 | 외야수 | 1994-1998 |
| 양준혁 | 대한민국 | 외야수 | 1999      |
| 이순철 | 대한민국 | 외야수 | 1985-1997 |
| 이호성 | 대한민국 | 외야수 | 1990-2000 |
| 최훈재 | 대한민국 | 외야수 | 1997-1998 |

## 시즌별 외국인 선수
2000년
- 헤수스 타바레스 74경기 .334 3홈런 44타점 31도루 21볼넷 32삼진
- 아르키메데스 포조 39경기.213 1홈런 8타점 6볼넷 17삼진
- 제이슨 배스 15경기 .271 3홈런 13타점 9볼넷 22삼진
- 키스 미첼 77경기 .227 8홈런 38타점 38볼넷 51삼진

1999년
- 트레이시 샌더스 .247 40홈런 94타점 105볼넷 133삼진
- 스토니 브릭스 .283 23홈런 74타점 13볼넷 85삼진

1998년
- 숀 헤어 .206 0홈런 3타점 4볼넷 25삼진

## 시즌별 골든글러브 수상자
| 1982년 - 차영화(2루수) - 김준환(외야수) 1983년 - 김종모(외야수) 1984년 - 김종모(외야수) 1985년 - 김성한(1루수) - 이순철(외야수) 1986년 - 선동열(투수) - 김성한(1루수) - 한대화(3루수) - 김종모(외야수) - 김봉연(지명타자) 1987년 - 김성한(1루수) - 한대화(3루수) - 김종모(외야수) 1988년 - 선동열(투수) - 장채근(포수) - 김성한(1루수) - 한대화(3루수) - 이순철(외야수) 1989년 - 선동열(투수) - 김성한(1루수) - 한대화(3루수) - 박철우(지명타자) | 1990년 - 선동열(투수) - 한대화(3루수) - 이호성(외야수) 1991년 - 선동열(투수) - 장채근(포수) - 김성한(1루수) - 한대화(3루수) - 이순철(외야수) - 이호성(외야수) 1992년 - 장채근(포수) - 이순철(외야수) 1993년 - 선동열(투수) - 이종범(유격수) - 이순철(외야수) 1994년 - 이종범(유격수) 1995년 - 홍현우(3루수) 1996년 - 홍현우(3루수) - 이종범(유격수) - 박재용(지명타자) 1997년 - 이대진(투수) - 홍현우(3루수) - 이종범(유격수) - 박재용(지명타자) |

## 시즌별 개인 기록 수상자(투수 부문)

### 다승
- 1986년 선동열 24승(17선발승)(최다 선발승) 6패
- 1989년 선동열 21승(9선발승) 3패
- 1990년 선동열 22승(11선발승) 6패
- 1991년 선동열 19승(15선발승)(선발승 2위) 4패
- 1993년 조계현 17승6패
- 1994년 조계현 18승5패

### 최다 선발승
- 1986년 선동열 17선발승
- 1989년 이강철 15선발승(공동)
- 1992년 이강철 17선발승(공동)
- 1993년 조계현 17선발승
- 1994년 조계현 18선발승(공동)
- 1997년 이대진 17선발승

### 평균자책점(자책점)
- 년도 선수 이닝 - 자책 - 평균자책점
- 1985년 선동열 111 - 21 - 1.70
- 1986년 선동열 262 2/3 - 29 - 0.99
- 1987년 선동열 162 - 16 - 0.89
- 1988년 선동열 178 1/3 - 24 - 1.21
- 1989년 선동열 169 - 22 - 1.17
- 1990년 선동열 190 1/3 - 24 - 1.13
- 1991년 선동열 203 - 35 - 1.55
- 1993년 선동열 126 1/3 - 11 - 0.78
- 1995년 조계현 126 - 24 - 1.71

### 최다 탈삼진
- 1986년 선동열 214K
- 1988년 선동열 200K
- 1989년 선동열 198K
- 1990년 선동열 189K
- 1991년 선동열 210K
- 1992년 이강철 155K
- 1995년 이대진 163K
- 1998년 이대진 183K

### 최다 세이브 포인트(세이브+구원승)
- 1993년 선동열 10구원승 31세이브 41SP
- 1995년 선동열 5구원승 33세이브 38SP
- 1998년 임창용 8구원승 34세이브 42SP

### 최다 세이브(구원승 제외)
- 1993년 선동열 31세이브
- 1995년 선동열 33세이브
- 1998년 임창용 34세이브

## 시즌별 개인 기록 수상자(타자 부문)

### 수위 타자(타율1위)
- 1990년 한대화 418타수 140안타 타율 0.349
- 1994년 이종범 499타수 196안타 타율 0.393

### 최다 안타
- 1985년 김성한 133안타
- 1988년 김성한 131안타
- 1992년 이순철 152안타
- 1994년 이종범 196안타

### 최다 홈런
- 1982년 김봉연 22홈런
- 1985년 김성한 22홈런
- 1986년 김봉연 21홈런
- 1988년 김성한 30홈런
- 1989년 김성한 26홈런

### 최다 타점
- 1982년 김성한 69타점
- 1986년 김봉연 67타점
- 1988년 김성한 89타점

### 최다 득점
- 1982년 김봉연 55득점
- 1985년 이순철 67득점
- 1988년 이순철 81득점
- 1989년 김성한 93득점
- 1993년 이종범 85득점
- 1994년 이종범 113득점
- 1996년 이종범 94득점
- 1997년 이종범 112득점

### 최다 도루
- 1982년 김일권 53도루 17실패
- 1983년 김일권 48도루 22실패
- 1984년 김일권 41도루 12실패
- 1986년 서정환 43도루 23실패
- 1988년 이순철 58도루 20실패
- 1991년 이순철 56도루 18실패
- 1992년 이순철 44도루 16실패
- 1994년 이종범 84도루 15실패
- 1996년 이종범 57도루 12실패
- 1997년 이종범 64도루 15실패

### 최고 장타율
- 1985년 김성한 0.575
- 1986년 김봉연 0.514
- 1988년 김성한 0.577
- 1989년 김성한 0.512

### 최고 출루율
- 1989년 한대화 0.409
- 1990년 한대화 0.432
- 1994년 이종범 0.452
- 1996년 홍현우 0.453
- 2000년 장성호 0.436

## 시즌별 신인왕
- 1985년 이순철(외야수)

## 시즌별 올스타전 MVP
- 1986년 김무종(포수)
- 1987년 김종모(외야수)
- 1988년 한대화(내야수)
- 1992년 김성한(내야수)

## 시즌별 페넌트레이스 MVP
- 1985년 김성한(내야수)
- 1986년 선동열(투수)
- 1988년 김성한(내야수)
- 1989년 선동열(투수)
- 1990년 선동열(투수)
- 1994년 이종범(내야수)

## 시즌별 한국시리즈 MVP
- 1983년 김봉연(내야수)
- 1986년 김정수(투수)
- 1987년 김준환(외야수)
- 1988년 문희수(투수)
- 1989년 박철우(내야수)
- 1991년 장채근(포수)
- 1993년 이종범(내야수)
- 1996년 이강철(투수)
- 1997년 이종범(내야수)

## 역대 신인드래프트

### 첫 지명 선수
| 연도 | 선수   | 포지션 | 해태(KIA) 소속 성적                                   |
| ---- | ------ | ------ | ----------------------------------------------------- |
| 1982 | 김용만 | 포수   | 1시즌 56G 15안타 .147 .202 .176                       |
| 1983 | 장진범 | 내야수 | 5시즌 144G 49안타 .229 .259 .271                      |
| 1983 | 조종규 | 포수   | 1시즌 19G 1안타 .037 .071 .037                        |
| 1984 | 강정남 | 외야수 | 1시즌 26G 5안타 .100 .151 .160                        |
| 1984 | 김윤환 | 외야수 | 1군 출전 X                                            |
| 1984 | 문희수 | 투수   | 12시즌 241G 943.1이닝 59승 49패 13세이브 3.68         |
| 1984 | 조도연 | 투수   | 4시즌 90G 289.2이닝 8승 15패 4세이브 3.88             |
| 1985 | 김기철 | 투수   | 1시즌 5G 7.1이닝 7.36                                 |
| 1985 | 김태업 | 투수   | 1시즌 35G 7안타 .149 .216 .191                        |
| 1985 | 선동열 | 투수   | 11시즌 367G 1647이닝 146승 40패 132세이브 1.20        |
| 1985 | 신태순 | 투수   | 2시즌 22G 73이닝 6패 3.95                             |
| 1985 | 이순철 | 내야수 | 13시즌 1316G 1218안타 143홈런 368도루 .264 .347 .415  |
| 1985 | 최상주 | 투수   | 4시즌 50G 125.1이닝 5승 9패 5.17                      |
| 1985 | 허세환 | 내야수 | 지명권 포기로 입단 X                                  |
| 1986 | 강상진 | 투수   | 3시즌 24G 68.2이닝 1승 4패 6.29                       |
| 1986 | 김경호 | 내야수 | 1시즌 4G 무안타 .000                                  |
| 1986 | 김대현 | 투수   | 3시즌 80G 332.2이닝 16승 13패 5세이브 3.76            |
| 1986 | 김정수 | 투수   | 14시즌 415G 1281.1이닝 88승 69패 32세이브 3.15        |
| 1986 | 김평호 | 외야수 | 3시즌 243G 46안타 11도루 .209 .268 .227               |
| 1986 | 백재우 | 외야수 | 지명권 포기로 입단 X                                  |
| 1986 | 신동수 | 투수   | 8시즌 234G 875이닝 52승 37패 11세이브 3.50            |
| 1986 | 이건열 | 내야수 | 12시즌 897G 576안타 30홈런 55도루 .240 .300 .311      |
| 1986 | 장채근 | 포수   | 9시즌 645G 428안타 93홈런 .234 .323 .424              |
| 1986 | 차동철 | 투수   | 4시즌 114G 476.1이닝 29승 25패 3.21                   |
| 1987 | 김만후 | 내야수 | 1시즌 2G 1안타 .250 .250 .250                         |
| 1988 | 송영복 | 포수   | 지명권 포기로 입단 X                                  |
| 1988 | 조계현 | 투수   | 9시즌 245G 1476.2이닝 108승 70패 17세이브 2.69        |
| 1988 | 한경수 | 내야수 | 지명권 포기로 입단 X                                  |
| 1989 | 이광우 | 투수   | 3시즌 58G 170이닝 8승 12패 5.35                       |
| 1989 | 이강철 | 투수   | 15시즌 575G 2138이닝 150승 107패 33홀드 53세이브 3.18 |
| 1989 | 장호익 | 포수   | 1시즌 38G 10안타 .147 .183 .147                       |
| 1990 | 정회열 | 포수   | 8시즌 535G 337안타 34홈런 .249 .303 .370              |
| 1991 | 오희주 | 투수   | 1시즌 6G 12.1이닝 1패 5.84                            |
| 1992 | 박재홍 | 투수   | 지명권 양도로 현대 입단                               |
| 1993 | 이종범 | 내야수 | 16시즌 1706G 1797안타 194홈런 510도루 .297 .369 .458  |
| 1994 | 최재영 | 투수   | 1시즌 6G 8.1이닝 2.16                                 |
| 1995 | 김동호 | 투수   | 1시즌 21G 33이닝 1승 1패 5.73                         |
| 1996 | 김종국 | 내야수 | 14시즌 1359G 1086안타 66홈런 254도루 .247 .321 .346   |
| 1997 | 오철민 | 투수   | 9시즌 241G 471이닝 16승 31패 9홀드 5.48               |
| 1998 | 최희섭 | 내야수 | 8시즌 634G 598안타 100홈런 .281 .388 .479             |
| 1999 | 정성훈 | 내야수 | 5시즌 478G 431안타 25홈런 37도루 .286 .342 .397       |
| 2000 | 김성호 | 포수   | 1시즌 2G 무안타 .000                                  |
| 2001 | 정원   | 투수   | 6시즌 110G 131이닝 6승 2패 6홀드 4.40                 |
| 2002 | 김진우 | 투수   | 13시즌 247G 1124.1이닝 74승 61패 4.07                 |

### 마지막 지명 선수
| 연도 | 선수   | 포지션 | 해태(KIA) 소속 성적                                  |
| ---- | ------ | ------ | ---------------------------------------------------- |
| 1982 | 홍희섭 | 내야수 | 지명권 포기로 입단 X                                 |
| 1983 | 이원일 | 포수   | 지명권 포기로 입단 X                                 |
| 1984 | 강정남 | 외야수 | 1시즌 26G 5안타 .100 .151 .160                       |
| 1984 | 김윤환 | 외야수 | 1군 출전 X                                           |
| 1984 | 문희수 | 투수   | 12시즌 241G 943.1이닝 59승 49패 13세이브 3.68        |
| 1984 | 조도연 | 투수   | 4시즌 90G 289.2이닝 8승 15패 4세이브 3.88            |
| 1985 | 김기철 | 투수   | 1시즌 5G 7.1이닝 7.36                                |
| 1985 | 김태업 | 투수   | 1시즌 35G 7안타 .149 .216 .191                       |
| 1985 | 선동열 | 투수   | 11시즌 367G 1647이닝 146승 40패 132세이브 1.20       |
| 1985 | 신태순 | 투수   | 2시즌 22G 73이닝 6패 3.95                            |
| 1985 | 이순철 | 내야수 | 13시즌 1316G 1218안타 143홈런 368도루 .264 .347 .415 |
| 1985 | 최상주 | 투수   | 4시즌 50G 125.1이닝 5승 9패 5.17                     |
| 1985 | 허세환 | 내야수 | 지명권 포기로 입단 X                                 |
| 1986 | 조찬관 | 내야수 | 1시즌 1G 무안타 .000                                 |
| 1987 | 조용호 | 외야수 | 지명권 양도로 빙그레 입단                            |
| 1988 | 서창기 | 내야수 | 2시즌 15G 1안타 .143 .333 .143                       |
| 1989 | 문승훈 | 내야수 | 4시즌 109G 34안타 4홈런 .218 .324 .327               |
| 1990 | 기영록 | 포수   | 1군 출전 X                                           |
| 1991 | 박붕근 | 외야수 | 1군 출전 X                                           |
| 1992 | 김상엽 | 내야수 | 지명권 포기로 입단 X                                 |
| 1993 | 이재만 | 투수   | 5시즌 88G 146이닝 1승 4패 4.62                       |
| 1994 | 김봉재 | 내야수 | 1군 출전 X                                           |
| 1995 | 추평호 | 외야수 | 2시즌 8G 무안타 .000                                 |
| 1996 | 김종남 | 포수   | 1군 출전 X                                           |
| 1997 | 배수형 | 투수   | 지명권 포기로 입단 X                                 |
| 1998 | 임근수 | 투수   | 지명권 포기로 입단 X                                 |
| 1999 | 김자윤 | 투수   | 지명권 포기로 입단 X                                 |
| 2000 | 김원일 | 투수   | 1군 출전 X                                           |
| 2001 | 김동혁 | 내야수 | 지명권 포기로 입단 X                                 |
| 2002 | 남궁훈 | 투수   | 지명권 포기로 입단 X                                 |

## 진기록
- 방수원의 프로 야구 최초 노히트 노런(1984년 5월5일, 삼미전)
- 선동열의 최초 및 최다 0점대 평균 자책점(1986년, 1987년, 1993년)
- 김성한의 프로야구 최초 10(10승)-10(13홈런) 클럽 가입, 프로야구 최초 30홈런 달성(1988), 프로 야구 최초 20(26홈런)-20(32도루) 클럽 가입(1989년)
- 이종범의 단일 경기 최다 도루(6, 1993), 단일 시즌 최다 안타(196, 1994), 국내 출신 선수 최고 타율(0.393, 1994), 단일 시즌 최다 도루(84, 1994), 30(30홈런)-30(64도루) 클럽 가입(1997년)
- 이대진의 10타자 연속 삼진(1998년 5월12일 현대전)
- 홍현우의 2루수 최초 30(34홈런)-30(31도루) 클럽 가입(1999년)
- 통산 9회 우승과 4년 연속 우승(1986년 ~ 1989년)